# Bowling aux Jeux mondiaux de 2009
Navigation
Duisbourg 2005 Cali 2013
Les épreuves de bowling des Jeux mondiaux de 2009 ont lieu du 20 juillet au 22 juillet 2009 au Happy Bowling Center à Kaohsiung (Taïwan).

## Podiums
| Épreuves          | Or                                         | Argent                                 | Bronze                                     |
| ----------------- | ------------------------------------------ | -------------------------------------- | ------------------------------------------ |
| Individuel Hommes | Colombie Manuel Otalora                    | Hong Kong Wu Siu Hong                  | Malaisie Adrian Ang                        |
| Individuel Femmes | Finlande Krista Pöllänen                   | Royaume-Uni Zara Glover                | Philippines Liza del Rosario               |
| Double mixte      | Corée du Sud Min-young Gye Byoung-hee Kong | Colombie Anggie Ramírez Manuel Otalora | Malaisie Adrian Ang Zatil Iman Abdul Ghani |

## Tableau des médailles
| Rang  | Nation          | Or | Argent | Bronze | Total |
| ----- | --------------- | -- | ------ | ------ | ----- |
| 1     | Colombie        | 1  | 1      | 0      | 2     |
| 2     | Finlande        | 1  | 0      | 0      | 1     |
| 2     | Corée du Sud    | 1  | 0      | 0      | 1     |
| 4     | Hong Kong       | 0  | 1      | 0      | 1     |
| 4     | Grande-Bretagne | 0  | 1      | 0      | 1     |
| 5     | Malaisie        | 0  | 0      | 2      | 2     |
| 6     | Philippines     | 0  | 0      | 1      | 1     |
| TOTAL | TOTAL           | 3  | 3      | 3      | 9     |